# 杉江大志
杉江 大志（すぎえ たいし、1992年5月7日 - ）は、日本の俳優。滋賀県出身。えりオフィス所属。

## 略歴
2013年、『ミュージカル・テニスの王子様2ndシーズン』に一氏ユウジ 役で出演。2015年公開の『さとるだよ』で映画初出演。2016年からニコニコ生放送のキャストサイズチャンネル内にて『テニスの王子様』で共演した碕理人と共に、初の冠番組『大志と理人の10年タイトル決まらへん〜猪突猛進マジメに体当たり〜』（略称：じゅっきま）の配信を開始する。2017年、ミュージカル『スタミュ』で初主演を務める。2018年には『月刊杉江大志×小林裕和』（Mファクトリー）、『TAISHI』（ワニブックス）の2冊の写真集が発売された。2022年に釣りビジョンで冠番組『杉江大志の釣りたいしっ！』が始まるなど、舞台を中心に活動の幅を広げている。

## 人物
- 身長171cm[2]、体重54kg。血液型A型。足のサイズは25cm。3サイズ85/71/88。
- 末っ子。兄と姉がいる[10]。
- 高校卒業後の進路を考えていた時期、友人にあるオーディションを勧められ、受けたことがきっかけで養成所に通うことになった[11]。
- 趣味はサッカー[2]・バスケットボール[2]・ボルダリング[2]・釣り[2]。特技はダンス[2]・アクション[2]・魚をきれいに食べること[2]・弓道（初段）[2][12]・スノーボード[2][12]。
- おばけとパクチーが苦手[13]。

## 出演

### 舞台
2013年
- ミュージカル・テニスの王子様2ndシーズン 青学vs四天宝寺（12月19日 - 2014年3月2日、日本青年館 大ホール 他） - 一氏ユウジ 役

2014年
- テニスの王子様 2ndシーズン - 一氏ユウジ 役
  - 春の大運動会2014（4月26日 横浜アリーナ）
  - 全国大会 青学vs立海（7月12日 - 9月28日、TOKYO DOME CITY HALL 他）
  - ネルフェス2014 in 武道館（11月7日 日本武道館）
  - Dream Live2014（11月15日 - 24日 、神戸ワールド記念ホール 他）

- 聖☆明治座・るの祭典〜あんまりカブると怒られちゃうよ〜（12月19日 - 27日、明治座 他） - 森蘭丸 役
- る・コン 〜あんなこと、こんなことあったでSHOW〜（12月31日 明治座）

2015年
- ZIPANG パイレーツ（2015年2月15日 - 2月22日、あうるすぽっと） - カイ 役
- エデンズロック（3月25日 - 29日、新宿村LIVE）- リンゴ 役
- MOON &DAY〜うちのタマ知りませんか？〜（5月2日 - 6日、全労済ホール/スペース・ゼロ） - 三河やすし 役
- 滝口炎上（5月29日・30日、明治座） - 本庄宗資 役
- 七夕ジャンクション（7月8日 - 12日、博品館劇場） - 玉三郎 役
- Messiah メサイア -鋼ノ章- （9月2日 - 21日、シアターGロッソ 他） - 加々美いつき 役
- 魔劇 今日からマ王！ 〜魔王再降臨〜（10月1日 - 12日、全労済ホール/スペース・ゼロ） - リック 役
- レンタル彼女（10月28日 - 11月3日、笹塚ファクトリー） - 根元辰郎 役
- ミュージカル ヘタリア 〜Singin' in the World〜 （12月24日 - 29日、Zeppブルーシアター六本木） - 中国 役
- 年越 RUN 舞で☆るンバ〜走ったり、 踊ったり、しゃべったり〜（12月31日、明治座）

2016年
- 私のホストちゃん THE FINAL 〜激突！名古屋栄編〜 （1月29日 -3月2日、天王洲 銀河劇場 他） - 大湖 役
- 歴タメLIVE（3月12日 - 13日、EX THEATER ROPPONGI） - 片倉小十郎 役
- 刀剣乱舞 虚伝 燃ゆる本能寺（5月3日 - 20日、シアター1010 他） - 鯰尾藤四郎 役
- ダンガンロンパ THE STAGE〜希望の学園と絶望の高校生 〜2016 （6月16日 - 7月16日 Zeppブルーシアター六本木 他） - 石丸清多夏 役
- 若様組まいる（8月7日 - 14日、天王洲 銀河劇場） - 姫田新七 役
- ReLIFE（9月8日 - 25日、サンシャイン劇場 他） - 大神和臣 役
- 歴タメLIVE（10月15日・16日、松下IMPホール）
- ヘタリア〜The Great World〜（11月10日 - 27日、シアター1010 他） - 中国 役
- 刀剣乱舞 虚伝 燃ゆる本能寺〜再演〜（12月15日 - 2017年1月17日、天王洲 銀河劇場） -  鯰尾藤四郎 役

2017年
- 私のホストちゃん〜REBORN〜（1月20日、サンシャイン劇場） - 大湖 役 ※ゲスト出演
- Messiah メサイア -暁乃刻-（2月11日 - 26日、サンシャイン劇場 他） - 加々美いつき 役
- スタミュ（4月1日 - 16日、Zeppブルーシアター六本木 他） - 主演：星谷悠太 役
- 黒薔薇アリス（5月12日 - 21日、Zeppブルーシアター六本木） - 櫂 役
- 剣豪将軍 義輝 星を継ぎし者たちへ（6月8日 - 18日、EX THEATER ROPPONGI） - 松平元康 役
- 朗読劇 Phantasmagoria（6月24日・25日、TEMPORARY CONTEMPORARY）
- ヘタリア〜In the new world〜（7月15日 - 8月2日、NHK大阪ホール 他） - 中国 役
- 歴タメLIVE〜歴史好きのエンターテイナー大集合！〜 第2弾（7月28日、YAMANO HALL） - 片倉小十郎 役 ※ゲスト出演
- Messiah メサイア -悠久乃刻-（8月31日 - 9月24日、天王洲 銀河劇場 他） - 主演：加々美いつき 役 （W主演）
- KING OF PRISM -Over the Sunshine!-（11月2日 - 12日、シアタードラマシティ 他） - 速水ヒロ 役
- ラブ米 〜Endless rice riot〜（11月25日、品川プリンスホテル クラブeX） ※アフタートーク ゲスト出演
- ゆく年く・る年 冬の陣 師走明治座時代劇祭（12月28日 -  2018年1月13日、明治座 他） - 木村重成 役

2018年
- 私のホストちゃんREBORN〜絶唱!大阪ミナミ編〜 （1月25日、サンシャイン劇場） - 大湖 役 ※ゲスト出演
- 駆けはやぶさ ひと大和（2月8日 - 25日、天王洲 銀河劇場 他） - 市村鉄之助 役
- ヘタリア FINAL LIVE 〜A World in the Universe〜（3月17日 - 21日、幕張メッセイベントホール 他） - 中国 役
- Messiah メサイア-月詠乃刻-（4月14日 - 28日、シアターGロッソ 他） - 主演：加々美いつき 役
- スタミュ Second Season（7月4日 - 22日、日本青年館ホール 他） - 主演：星谷悠太 役
- ケルベロス（8月7日 - 12日、東京芸術劇場 シアターイースト） - 主演：赤堀 役
- 歴タメLIVE〜歴史好きのエンターテイナー大集合！〜 第3弾（9月8日・9日、EX THEATER ROPPONGI）
- DIVE!! The STAGE!!（9月20日 - 10月7日、シアター1010 他） - 大広陵 役
- ニル・アドミラリの天秤 （11月1日 - 11日、全労済ホール/スペース・ゼロ） - 主演：尾崎隼人 役
- 遙かなる時空の中で3（12月6日 - 12月16日、紀伊國屋サザンシアター TAKASHIMAYA 他） - ヒノエ 役
- 歳が暮れ・るYO 明治座大合戦祭（12月28日 - 2019年1月19日、明治座 他） - 謎の青年 役

2019年
- スタミュ スピンオフ SHUFFLE REVUE（1月23日 - 2月3日、EX THEATER ROPPONGI 他） - 星谷悠太 役
- 文豪とアルケミスト 余計者ノ挽歌（2月21日 - 、3月10日シアター1010 他） - 武者小路実篤 役
- 歴タメLIVE〜歴史好きのエンターテイナー大集合！〜 第4弾（3月15日 - 17日、EX THEATER ROPPONGI）
- 桃源郷ラビリンス（4月4日 - 14日、なかのZERO 大ホール 他） - 犬養津与志 役
- ぼくのタネ2019（5月24日 - 6月2日 赤坂RED/THEATER） - 桜木亮役
- アオアシ（7月11日 - 15日、シアター1010） - 主演：青井葦人 役
- スタミュThird Season（8月12日 - 9月1日、日本青年館ホール 他） - 主演：星谷悠太 役
- はたらく細胞 Ⅱ（9月27日 - 10月6日、シアター1010） - 一般細胞役
- KING OF PRISM-Rose Party on STAGE 2019-（10月12日、パシフィコ横浜 国立大ホール）
- ゲームしませんか？（10月30日 - 11月4日、全労済ホール/スペース・ゼロ） - 主演：斎藤ショウ 役
- 文豪とアルケミスト 異端者ノ円舞（ワルツ）（12月27日 - 2020年1月13日、森ノ宮ピロティホール 他） - 主演：武者小路実篤 役（W主演）
- 明治座の変 麒麟にの・る（12月30日、明治座） - ルイス役 ※ゲスト出演
- STAGE FES 2019-2020（12月31日、大宮ソニックシティ 大ホール） 

2020年
- おとぎ裁判 第2審 〜戦慄の誘拐パレード ビッグマウスにご用心♪〜（1月16日、CBGK シブゲキ!!） ※アフタートーク ゲスト出演
- KING OF PRISM -Shiny Rose Stars-（2月20日 - 3月1日、TOKYO DOME CITY HALL） - 速水ヒロ 役
- デュラララ!! -円首方足の章-（4月10日 - 5月6日、日本青年館ホール 他） - 紀田正臣 役
- テニスの王子様 コンサート Dream Live 2020（5月31日、ぴあアリーナMM）※ゲスト出演  
- 遙かなる時空の中で3 再縁（6月4日 - 21日、サンシャイン劇場 他） - ヒノエ 役
- 人狼系推理バトル レジスタンスイレブン（6月12日 - 17日、TACCS1179）
- 剣が君-残桜の舞-（7月8日 - 12日、シアター1010） - 鈴懸 役
- 朗読劇 Rusted kingdom（8月1日・2日、浜離宮朝日ホール） - 男（エース）/青年（ジョーカー）/王（キング）役 ※回替わり
- BIRTH （10月10日 - 21日 よみうり大手町ホール）  - ユウジ 役
- 朗読劇 5 years after（11月1日 - 11月15日 赤坂RED/THEATER）
- Gem Fragments （12月2日 - 6日 CBGKシブゲキ!!） - 主演：エメロード 役

2021年
- 遙かなる時空の中で3 十六夜記（1月22日 - 2月7日 サンシャイン劇場 他） - ヒノエ 役
- 朗読劇 5 years after （2月2日・2月3日、北國新聞 赤羽ホール）
- 双牙〜ソウガ 新炎（3月5日 - 3月14日、シアター1010）- シュリノスケ 役
- ⻘山オペレッタ THE STAGE 〜ノーヴァ・ステラ / 新しい星〜（4月22日 - 25日、さくらホール） - 相良明之介 役
- エンタメSTAGE-SHOW CASE-（5月3日 - 9日、博品館劇場）
- 剣が君-残桜の舞-再演（6月2日 - 6日、こくみん共済 coop ホール / スペース・ゼロ） - 鈴懸 役
- 朗読劇 サイレント ヴォイス（6月13日、こくみん共済 coop ホール / スペース・ゼロ） - 佐久田冬馬 役
- WORLD 〜Change The Sky〜（6月27日 - 7月4日、なかのZERO 大ホール） - 相沢顕示 役
- デュラララ!! -円首方足の章-（8月1日 - 22日、日本青年館ホール 他） - 紀田正臣 役
- おねがいっパトロンさま！The Stage （9月15日 - 20日、草月ホール） - 主演：由賀旭 役
- HELI-X II〜アンモナイトシンドローム（10月7日 - 17日、紀伊國屋サザンシアター TAKASHIMAYA） - イモータル 役
- 青山オペレッタ THE STAGE 〜ルーナ・ピエナ/ 満ちる月〜（10月9日 - 12日、渋谷区文化総合センター大和田 さくらホール） - 映像出演
- キューピット・パラサイト The Stage （11月10、全電通労働会館 多目的ホール） - 日替わりゲスト
- ヘタリア〜The world is wonderful〜（12月16日 - 31日、COOL JAPAN PARK OSAKA WWホール 他） - 中国 役

2022年
- 結－MUSUBI－（2月4日 - 6日、渋谷区文化総合センター大和田 さくらホール） - 三男・雅ノ龍 役
- sweet pool（3月12日 - 21日、天王洲 銀河劇場） - 三田睦 役
- 5 years after ver.9（3月25日 - 27日、赤坂RED/THEATER）
- 青山オペレッタ THE STAGE 〜ファルチェ・インヴェルソ / 逆さの三日月〜（5月4日 - 8日、渋谷区文化総合センター大和田 さくらホール） - 相良明之介 役
- HELI-X Ⅲ〜レディ・スピランセス〜（6月3日 - 19日、サンシャイン劇場 他） - イモータル 役
- 朗読劇 ラストアンコール（7月2日、Mixalive TOKYO Theater Mixa） - 滋賀一真 役
- 禁断の取調べ〜マトリョーシカの微笑（7月3日、Mixalive TOKYO Theater Mixa） - 堂本 役
- WORLD 〜Run for the Sun〜（9月3日 - 11日、こくみん共済 coop ホール / スペース・ゼロ） - 相沢顕示 役
- BOYSDOLLHOUSE〜はい！よろこんで！〜（10月8日、新宿村LIVE） - ドール・カルヴァロ 役
- 青山オペレッタ THE STAGE 2周年記念スペシャル・レヴューショー！（10月28日 - 31日、シアター1010） - 相良明之介 役
- エリオスライジングヒーローズ（12月8日 - 12月25日、シアター1010 他） - シャムス 役

2023年
- 咎人の刻印〜ブラッドレッド・コンチェルト〜（2月16日 - 26日、紀伊國屋ホール） - ケイ 役
- 美男ペコパンと悪魔（3月12日・14日、DDD AOYAMA CROSS THEATER） - 悪魔・アスモデ 役
- ヘタリア〜The Fantastic World〜（4月7日 - 23日、東大阪市文化創造館 Dream House 大ホール 他） - 中国 役
- エロイカより愛をこめて （5月11日 - 14日、渋谷区文化総合センター大和田 さくらホール） - ジェイムズ 役
- HELI-X〜スパイラル・ラビリンス〜（6月2日 - 11日、サンシャイン劇場） - イモータル 役
- トレンディは突然に（7月13日 - 18日、シアターサンモール） - 香月ケンジ 役
- 刀剣乱舞 七周年感謝祭 夢語刀宴會（）（8月4日 - 6日、幕張メッセ 幕張イベントホール） -  鯰尾藤四郎 役
- 最高のオバハン　中島ハルコ（9月2日 - 10月29日、シアター1010 他） - 坂本未来 役
- 華の天羽組 -天京戦争編-powered by ヒューマンバグ大学 （12月9日 - 17日、品川プリンスホテル クラブeX） -  一条康明 役
- 音楽朗読劇 美男ペコパンと悪魔（12月22日、R'sアートコート） 

2024年
- 狂炎ソナタ（2月2月 - 11日、品川プリンスホテル ステラボール） - S 役
- エリオスライジングヒーローズ 第2弾（3月7日 - 24日、シアター1010 他）  - シャムス 役
- 青山オペレッタ THE STAGE 第6弾 メッザ公演（3月28日 - 31日、シアター1010） - 相良明之介 役
- 京極の轍-京羅戦争編-powered byヒューマンバグ大学 -（5月17日 - 26日、新宿FACE）一条康明 役
- 文豪とアルケミスト 旗手達ノ協奏（6月6日 - 23日、シアターH 他） - 武者小路実篤 役
- リア王2024（8月29日 - 9月2日、三越劇場）
- 水木英昭プロデュース Vol.28 20周年記念公演 虹色唱歌（10月18日 - 11月4日、紀伊國屋ホール 他）
- 青山オペレッタ THE STAGE 第7弾 〜ピエナ・クラシコ / 始まりの刻〜（11月21日 - 27日、新宿村LIVE） - 相良明之介 役

2025年
- Action Stage エリオスライジングヒーローズ -THE NORTH-（1月11日 - 26日、品川プリンスホテル ステラボール 他） - シャムス 役
- GORIZO STAGE Vol.9 ハザマDDD〜Hazama the Dimensional Detective Deux “ディディディーディ・ディーディディ”〜（2月14日 - 24日、浅草九劇）
- ヘタリア〜A tender world〜（6月9日 - 7月19日、日本青年館ホール 他） - 中国 役
- Action Stage エリオスライジングヒーローズ」-SUMMER FESTIAL-（8月7日 - 24日〈予定〉、シアターH 他） - シャムス 役

### 映画
- さとるだよ（2015年4月18日） - 川村祐司 役
- Messiah メサイア - 加々美いつき 役
  - 深紅ノ章（2015年10月17日）
  - 外伝 極夜 Polar night（2017年6月19日）
  - 幻夜乃刻（2018年11月17日） - 主演 [121]
- 羊をかぞえる。（2015年11月21日） - 野村 役[122]
- トイレの花子さん新章 〜花子VSヨースケ〜（2016年7月2日）  - 村上優弥 役
- 青春ディスカバリーフィルム〜なんだって青春編〜 「バス停の動かし方」（2016年8月20日） - 吹田 役
- BLOOD-CLUB DOLLS 1（2018年10月13日）  - 零二 役
- 刀剣乱舞-継承-（2019年1月18日） - 鯰尾藤四郎 役（特別出演）
- 桃源郷ラビリンス（2019年10月25日） - 犬養津与志 役
- 灰色の壁 -大宮ノトーリアス-（2022年2月25日） - 片岡 役[123]
- てっぽうだま（2022年4月9日）- 主演：赤池翔太 役[124]
- ツクモ電蓄達磨奇譚（2022年）- 主演：ヒカル 役[125]
- 逢魔が時の人々（2023年） - 主演：藤山豪 役

### ドラマ
- 闇芝居（生）第2話「友無洞」・第4話「カセットテープ」（2020年、テレビ東京）[126][127][128]
- 買われた男 第8話（2024年6月6日、テレビ大阪） - 本郷ハル 役[129]

### テレビ・バラエティー
- ○○万円あったら××できるでしょ?〜イケメン大図鑑 監修 鈴木拓〜 （2016年1月10日・24日 、CSテレ朝ch1）
- Actors Navi（2017年5月17日・24日、TOKYO MX） [130]
- 歴史漫才 ヒストリーズ・ジャパン （2017年7月 - 9月、東名阪ネット6） - 最澄、足利義満 役
- DHC キレイを磨く！エクストリームBeauty （2018年1月8日・4月24日、DHCテレビ）
- アニカル部！51時限目（#51）【特集：2.5次元！舞台と仲間のつくり方】 （2018年3月4日、アニマックス）
- 2.5次元ナビ！（2019年6月24日、日テレプラス）[131]
- 渋谷オルガン坂生徒会（DHCテレビ） - レギュラー出演（不定期）
- 人狼男子 （2019年10月2日、TOKYO MX）[132]
- 2.5次元男子推しTV シーズン4 第2回（2020年2月28日、WOWOW）[133][134]
- 杉江大志の釣りたいしっ！〜Anglers, be ambitious〜（2022年、BS釣りビジョン）[9]
  - シーズン2（2023年）[135]
- 買われた男　（2024年6月7日）　-　8話 ハル（MtF）役

### ラジオ
- 舞台やろうっ！（2016年1月 - 2016年3月、USEN） - レギュラーパーソナリティ
  - 舞台やろうっ！ 杉江大志のスマイル大使！（2018年4月 - 2022年3月、USEN） - レギュラーパーソナリティ[136]
- 俳優日和 杉江大志のスマイル大使！（2017年2月 - 2018年1月、SMART USEN） - レギュラーパーソナリティ
- 杉江大志の演じたいし!!（2018年7月 - 2018年8月、マンガPark）
- ガクのネ（2020年5月7日・11日、ニッポン放送）

### 配信ドラマ
- キャストサイズチャンネル 4周年記念ドラマ 「Boys Don‘t Cry」
- ランチタイム終わりました。新〜あらた〜 （2021年、U-NEXT）
- ママたちのリモート会議殺人事件（2020年、ABEMA）
- キス×kiss×キス 〜デキアイシンデレラ〜（2022年、dtv）[137]

### 配信番組
- 大志と理人の10年タイトル決まらへん 〜猪突猛進 マジメに体当たり〜（2016年8月 - 、ニコニコ生放送） - キャストサイズチャンネル
- 2525推しごと「熱い想いを語れ！〜ガチンコプレゼンバトル〜」「フィナーレ！みんな大集合★オンライン打ち上げ」（2020年6月17日・21日）[138]

### ネット配信
- 東京スマートさんぽ 杉江大志〜原宿編〜（2015年12月18日 - 2016年1月22日、スマートボーイズ）
- サイレント ヴォイス（2020年5月16日、SPWN） - 佐久田冬馬 役[139]
- 眠らない羊たちの朗読会「愛、愛、愛。」「お願い、神様！」（2020年6月10日、ニコニコ生放送）[140]
- 朗読劇 顎門（）の如き、雲の峰（2020年7月26日、Streaming+） - 昼公演 久世千尋 役/夜公演 真鍋公太 役[141][142]
- 刀剣乱舞 大演練 〜控えの間〜（2020年8月11日、DMM.com）[143]
- コントショー特別リクエスト公演〜サマースイートホテル〜（2020年8月23日、Streaming+）[144]
- 今日のどこかで（2020年9月6日、mevie）[145]
- 朗読劇 カ想セ界【ユ怪】シリーズ＃1 嘘かウソか（2020年12月18日、Zoom） [146]

### MV
- nano「Star light, Star bright」（2018年）[147]

### モデル
- S.S.H by SEVENSINS PHOTO Exhibition vol.4（2018年8月1日 - 5日、UPSTAIRS GALLERY 代官山）
- S.S.H *Spinoff* Photo Exhibition 「BLACK COLLECTION」 （2019年10月9日 - 11日、UPSTAIRS GALLERY 代官山）
- WORKS（2020年2月18日 - 23日、HIROSHIGE GALLERY）[148]
- WORKS Extra edition 01（2022年5月2日 - 8日、Gallery Conceal Shibuya）[149]

### イベント
- 杉江大志 1stファンミーティング♪〜10日遅れのバースデートークショー〜（2014年5月17日、ホテル椿山荘東京/ 5月18日、リーガロイヤルNCB）
- ファンクラブ発足記念クリスマスイベント（2014年12月6日、ホテルサンルート有明）
- 杉江大志 23th Birthday Party 2015♪（2015年5月9日、青山DDDクロスシアター
- 杉江大志 滋賀 / 琵琶湖ファンツアー（2015年6月6日）
- 一週間遅れちゃったけどHalloweenだよ♪全員集合！ Thanks★Halloween  杉江大志×影山達也（2015年11月8日、LAPIN ET HALOT）
- 杉江大志〈Be Ambitious〉X'mas Party 2015! （2015年12月13日、The Garden Room）
- 杉江大志〈Be Ambitious〉ファンミーティング「ambitious summer〜夏休み1日僕に下さいな〜」（2016年7月24日、ホテルJALシティ田町）
- 杉江大志〈Be Ambitious〉ファンミーティング （2017年3月4日、シダックスカルチャーホールＡ）
- みんなでイヴを先取り！ 杉江大志クリスマスパーティー♪（2017年12月10日、UDXシアター）
- 杉江大志 26th BIRTHDAY PARTY（2018年5月4日、STAR RISE TOWER スタジオアース）
- 杉江大志 27th BIRTHDAY PARTY（2019年5月6日、代アニLIVEステーション）
- 杉江大志 秋の大感謝祭 for〈Be Ambitious〉 （2019年11月24日、バトゥール東京）

#### その他出演イベント
- 碕理人24thバースデーイベント（2015年3月1日、時事通信ホール） ※ゲスト
- 「聖☆明治座 るの祭典」「る・コン」上映会（2015年3月14日、豊洲PIT）
- 俳優×芸人イベント「遊ぶライブ90分」俳優×芸人イベント「話すライブ60分」（2015年4月5日、あるあるYY劇場）
- 劇団TEAM-ODAC×劇団番町ボーイズ☆トークショー（2015年4月11日、サンシャインシティ噴水広場）
- 『さとるだよ』完成披露上映イベント（2015年4月18日、発明会館ホール）
- キャストサイズトークイベント（2015年7月19日、渋谷eggman）
- 黒羽麻璃央22nd Birthday PARTY（2015年7月26日、ホテルJALシティ田町）※ゲスト
- 魔劇 今日からマ王！〜魔王誕生編〜DVD上映会・トークショー（2015年7月29日、アニメイトホール）
- 『羊をかぞえる。』完成披露イベント（2015年8月16日、クレオ大阪東 / 8月23日、一ツ橋ホール）
- 映画『メサイア-深紅ノ章-』初日舞台挨拶（2015年10月17日、イオンシネマ板橋・シネマート新宿・イオンシネマみなとみらい）
- 『羊をかぞえる。』舞台挨拶（2015年11月21日 シネマート新宿）
- キャストサイズ スペシャルトークライブ 〈第一部〉（2015年11月28日、新宿 アンチノック）
- 『トイレの花子さん新章 〜花子VSヨースケ〜』追加舞台挨拶（2016年7月20日、ブリリア ショートショート シアター）
- 「歴タメLive〜歴史好きのエンターテイナー大集合！〜」インストアトークイベント（2016年8月4日、HMV&BOOKS TOKYO）
- 『剣豪将軍義輝〜戦国に輝く清爽の星〜』プレミアム上映会＋トークイベント開催＆後編制作発表（2017年3月11日、THE GRAND HALL）
- 剣豪将軍義輝〜星を継ぎし者たちへ〜公演直前記念スペシャルイベント＆特典会（2017年6月4日、HMV＆BOOKS TOKYO）
- 特別授業『剣豪将軍義輝〜星を継ぎし者たちへ〜』感謝祭（2017年6月18日、EXシアター六本木）
- 『歴史漫才ヒストリーズ・ジャパン』応援感謝イベント（2017年9月16日・17日、東建ホール / 9月18日、朝日生命ホール）
- 舞台『KING OF PRISM-Over the Sunshine!-』キャストと一緒に応援上映を観よう上映会（2017年9月20日、新宿バルト9）
- 恋するおやすみコール パジャマミーティング （2017年9月30日、都内某所）
- スタミュFes ミュージカル『スタミュ』イベント（2017年10月8日、幕張メッセ 国際展示場 7ホール）
- 大志と理人の『じゅっきま!』〜 うりぼう合同集会〜（2017年10月9日、シダックスカルチャーホールA）
- メサイア -TALK MISSION'17-（2017年12月16日、ニッショーホール）
- る・ひまわり「板垣塾」 （2017年12月24日、明治座）
- もっと歴史祭り 歴タメ祭/舞台祭（2018年3月3日、EXシアター六本木）[150]
- る・ひまわり×産経新聞社「クリエ―ターズ KEI（けい）〜即興劇の作り方！〜」 （2018年5月4日、産経新聞東京本社会議室）
- 舞台 刀剣乱舞 虚伝 燃ゆる本能寺（初演）上映会（2018年5月31日、TOKYO DOME CITY HALL）
- タカトーク summer 2018 （仮）（2018年6月4日、HEP HALL） ※ゲスト出演
- キャスト祭ズ vol.3（2018年6月9日、晴海客船ターミナルホール）
- メサイア -TALK MISSION'18-（2018年9月1日、日本教育会館一ツ橋ホール）
- 映画『メサイア -幻夜乃刻-』完成披露舞台挨拶 （2018年11月5日、ユナイテッドシネマアクアシティお台場）
- 映画『メサイア -幻夜乃刻-』舞台挨拶（2018年11月17日・18日、シネマート新宿 他）
- る・ひまわり「る戦塾 明治座校」 （2018年12月24日、明治座）
- ミュージカル スタミュ -2ndシーズン- 会場予約対象イベント（2019年3月3日 日テレらんらんホール）
- コンセプト写真集「ファッション・ヴィクティム」スペシャルトークイベント（2019年5月26日、DMM.com本社24F イベントスペース）
- キャストサイズ スペシャルトークライブ〈第一部・第二部〉（ 2019年6月15日、渋谷egg-man）
- 舞台 遙かなる時空の中で3 プレミアムパーティー（2019年11月9日、ベイサイドホテル・アジュール竹芝）
- 舞台『アオアシ』DVD完成直前記念（2019年11月25日、秋葉原UDXシアター）
- 愛媛国際映画祭『アオアシ』8Ｋ映像演劇祭 舞台挨拶（2020年1月18日 - 19日、坊っちゃん劇場）
- キャストサイズ スペシャルトークライブ〈第一部〉（2020年1月25日、渋谷egg-man）
- 即興劇 アドリ場！〜vol.3〜（2020年3月20日、R'sアートコート〈労音大久保会館〉）
- 刀剣乱舞 大演練（2020年8月11日、東京ドーム） - 鯰尾藤四郎 役※新型コロナウイルスの影響により公演中止、配信番組へ変更
- 山口ヒロキフェス2022 （2022年8月6日、渋谷ユーロライブ） [151]
- じゅっきま！公開収録（2022年9月17日、YMCAアジア青少年センター スペースYホール） [152]

### その他
- CHEERZ for MEN（2015年12月7日 - 2017年5月31日）
- 恋するおやすみコール トゥールフレール77 - 宿利弘樹（CV）

#### コラボレーション
- 杉江大志×FatimaDesign コラボアクセサリー （2015年）
- LIVERTINE AGE 杉江大志×STAR&BONDS半袖Tシャツ（2017年）
- LIVERTINE AGE 杉江大志×Sign ZIPパーカー/プルオーバーパーカー （2018年）
- 杉江大志×FatimaDesign コラボアクセサリー （2020年）

## 書籍

### 写真集
- 月刊杉江大志×小林裕和（2018年1月24日、Mファクトリー）[7] ISBN 978-4-86205-911-6
- TAISHI（2018年5月7日、ワニブックス）[8] ISBN 978-4-8470-8120-0

### 関連書籍
- 失恋男子 シツレンバナシ2（2018年2月14日、Atelier caprice orchestra）ISBN 978-4-9909-4306-6
- おーちようこ『舞台男子 the real』（2018年4月25日、KADOKAWA）ISBN 978-4-04-106608-9
- ファッション・ヴィクティム（2019年4月26日、DMM pictures）[153]

## 作品

### DVD
- 東京スマートさんぽ 杉江大志〜原宿編〜 （2016年3月4日、幻冬舎コミックス）[154] ISBN 978-4-344-83693-8
- NAMIKAZE（2019年11月8日、スクロール）[155]

### キャラクターソング
| 発売日        | 商品名                                                   | 歌                                         | 楽曲                                             | 備考                                             |
| ------------- | -------------------------------------------------------- | ------------------------------------------ | ------------------------------------------------ | ------------------------------------------------ |
| 2018年3月23日 | 舞台 KING OF PRISM -Over the Sunshine!- Prism Song Album | ALL CAST                                   | 「BOY MEETS GIRL」 「Shiny Heart Beat」          | 舞台『KING OF PRISM -Over the Sunshine!-』劇中歌 |
| 2018年3月23日 | 舞台 KING OF PRISM -Over the Sunshine!- Prism Song Album | Over The Rainbow                           | 「athletic core」 「Flavor」 「Eternal Rainbow」 | 舞台『KING OF PRISM -Over the Sunshine!-』劇中歌 |
| 2020年6月26日 | 舞台 KING OF PRISM -Shiny Rose Stars- Prism Song Album   | 「虹色CROWN -stage size-」                 | Over The Rainbow                                 | 舞台『KING OF PRISM -Shiny Rose Stars-』劇中歌   |
| 2020年6月26日 | 舞台 KING OF PRISM -Shiny Rose Stars- Prism Song Album   | 速水ヒロ（杉江大志）、涼野ユウ（廣野凌大） | 「Again Destiny Prelude!」                       | 舞台『KING OF PRISM -Shiny Rose Stars-』劇中歌   |
| 2020年6月26日 | 舞台 KING OF PRISM -Shiny Rose Stars- Prism Song Album   | ALL CAST                                   | 「Shiny Heart Beat -2020 ver.-」                 | 舞台『KING OF PRISM -Shiny Rose Stars-』劇中歌   |

### ユニットメンバー
1. ↑  一条シン（橋本祥平）、神浜コウジ（小南光司）、速水ヒロ（杉江大志）、仁科カヅキ（大見拓土）、太刀花ユキノジョウ（横井翔二郎）、香賀美タイガ（長江崚行）、十王院カケル（村上喜紀）、鷹梁ミナト（五十嵐雅）、西園寺レオ（星元裕月）、涼野ユウ（廣野凌大）、如月ルヰ（内藤大希）、大和アレクサンダー（spi）、高田馬場ジョージ（古谷大和）、氷室聖（栗田学武）、法月仁（前内孝文）
2. 1 2  神浜コウジ（小南光司）、速水ヒロ（杉江大志）、仁科カヅキ（大見拓土）
3. ↑  一条シン（橋本祥平）、神浜コウジ（小南光司）、速水ヒロ（杉江大志）、仁科カヅキ（大見拓土）、太刀花ユキノジョウ（横井翔二郎）、香賀美タイガ（長江崚行）、十王院カケル（村上喜紀）、鷹梁ミナト（五十嵐雅）、西園寺レオ（星元裕月）、涼野ユウ（廣野凌大）、大和アレクサンダー（spi）、高田馬場ジョージ（古谷大和）、如月ルヰ（横田龍儀）、池袋エィス（小林竜之）、氷室聖（栗田学武）、法月仁（前内孝文）、黒川冷（及川洸）、田中会長（佐久間祐人）